# Jîhailivka, Konotop
Jîhailivka (în ucraineană Жигайлівка) este un sat în comuna Veazove din raionul Konotop, regiunea Sumî, Ucraina.

## Demografie
Componența lingvistică a localității Jîhailivka
     Ucraineană (100%)
Conform recensământului din 2001, toată populația localității Jîhailivka era vorbitoare de ucraineană (100%).